# 大家村 (埼玉県)
大家村（おおやむら）は、埼玉県入間郡に存在した村。
村名の由来は、かつてこの地が『和名抄』において、「大家郷」の在った所であるという伝承による。

## 地理
- 現在の坂戸市の南西部に位置し、ほぼ村内を高麗川が貫流、北東から南西にかけて長い形の村であった。
- 現在の坂戸市厚川、萱方、成願寺、欠ノ上、森戸、四日市場、多和目及び鶴舞、けやき台、西坂戸がほぼ旧村域にあたる。
- 現在は旧村内を東武越生線が通り、西大家駅が設置されている。埼玉県立坂戸西高等学校、城西大学、明海大学が現在ある所も旧大家村内である。

## 歴史
- 1889年（明治22年）4月1日 - 町村制施行により、厚川村、萱方村、成願寺村、欠ノ上村、森戸村、四日市場村、多和目村の7か村が合併し、大家村が成立。
- 1932年（昭和7年）2月17日 - 越生鉄道（現・東武越生線）が開通（当初は貨物営業のみ）、高麗川沿いに高麗川駅（貨物専用駅）を設置。
- 1934年（昭和9年）12月16日 - 越生鉄道が大家駅を設置（しかし所在地は当村内ではなく、現在の鶴ヶ島市上新田と思われる）。高麗川駅を森戸駅と改称（貨物専用駅は変わらず）。
- 1936年（昭和11年）2月28日 - 当村内に西大家駅が開業。
- 1954年（昭和29年）7月1日 - 坂戸町、入西村、勝呂村、三芳野村と合併し新たに坂戸町が成立、大家村は消滅。旧村域は「大家地区」と称される。